# Río Meles
El río Meles es una corriente de agua de la ciudad de Esmirna que la tradición asociaba con el nacimiento del poeta épico Homero.  
Sigue siendo objeto de debate entre académicos la cuestión de si los datos que aporta la tradición se corresponden con el que se conoce actualmente como río o arroyo Meles.

## El Meles homérico

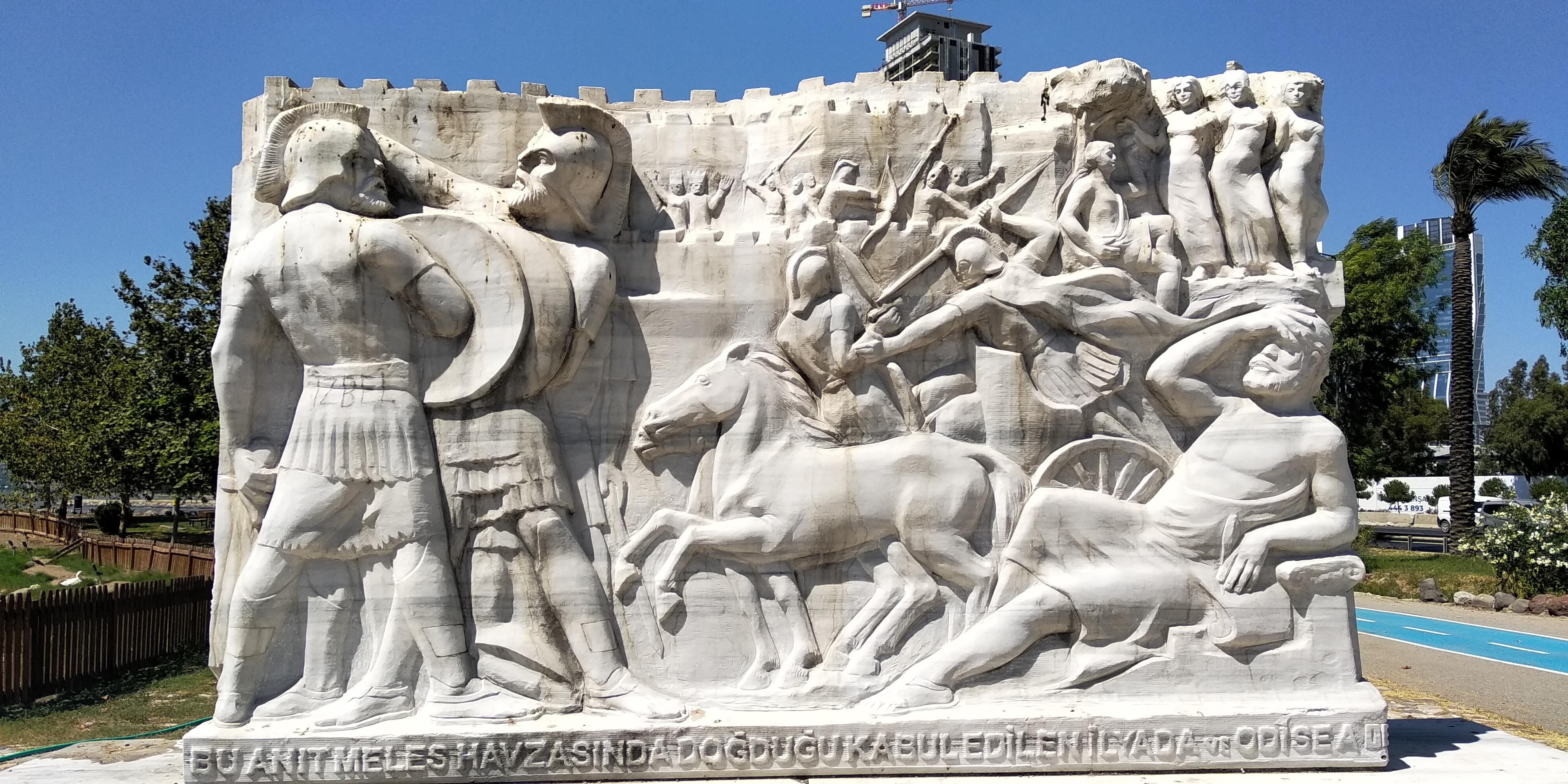
Monumento dedicado a Homero en Esmirna.

La tradición asociaba de diferentes formas el río Meles (también llamado Melete) de la ciudad de Esmirna con el nacimiento de Homero. Se decía que su madre Criteis pasaba mucho tiempo junto al río y que allí había dado a luz a Homero, y que por eso se le había llamado Melesígenes, o bien que Homero era directamente hijo de ese río. La importancia del Meles era tal que hasta en fuentes antiguas se daba el nombre de golfo de Meles al golfo de Esmirna.
También se contaba que en sus fuentes había una cueva que era donde Homero componía sus versos. Por otra parte, en un himno homérico se contaba que la diosa Ártemis había abrevado sus caballos en el río, entre juncos.
La figura de Meles como dios fluvial aparece en monedas de Esmirna de época romana junto a la figura de Homero.

## Debate sobre identificación del Meles con los arroyos de la actualidad
Hay varios pequeños arroyos que desembocan en el golfo de Esmirna. Entre estos, la corriente que adquirió el nombre de Meles al menos desde 1675 es la que se llama alternativamente arroyo Kemer, arroyo Kervan Köprüsü, arroyo del Puente de las Caravanas o Yeşildere. Esta identificación se apoya principalmente en los datos mencionados por Estrabón.
Sin embargo, a la luz de las descripciones de Aristides y otras fuentes que datan de la época imperial romana, como Filóstrato e Himerio, esta corriente sería un candidato débil para la asociación con el Meles homérico. Dichas fuentes describen al Meles como una corriente que tiene su origen en una serie de manantiales muy próximos entre sí que forman de inmediato un cauce con forma circular y que tras un curso breve llega al mar. Es tan corto y está tan ligado a Esmirna que nace y desemboca en la misma ciudad y mantiene un flujo constante e igual en verano y en invierno. Es navegable casi hasta su origen. Esta descripción se ajusta bastante bien a la corriente conocida como Halkapinar. Esta corriente tiene su origen en los manantiales de Halkapinar y desemboca en el golfo, cerca de su origen. Sus aguas formaban un humedal que era conocido como los «baños de Diana». En cambio, el Kervan Köprüsü nace bastante lejos de Esmirna y el volumen de sus aguas puede tener grandes variaciones por la lluvia o por el calor del verano.
Aunque el Halkapinar se corresponde con bastante precisión con los relatos antiguos, una dificultad para identificarlo con el Meles es que no existe una cueva natural en la zona, pero se ha argumentado que quizá esa cueva citada en fuentes antiguas era una estructura artificial que habría desaparecido.
Otras posibles identificaciones del Meles se basan en que Esmirna fue refundada por Alejandro Magno en el área del monte Pago, pero la ubicación más antigua de Esmirna estaba en la esquina noreste del golfo. En concreto, del Himno homérico a Artemisa se deduce que la diosa, viajando hasta el sur, llegó al Meles antes que a Esmirna. Entonces podría ser que el Meles fuera uno de los arroyos que fluyen más al norte que el Halkapinar, es decir, podría ser el arroyo Bornova o del arroyo Tepekule, también llamado Hacı Mutso.